# بسامد بالا

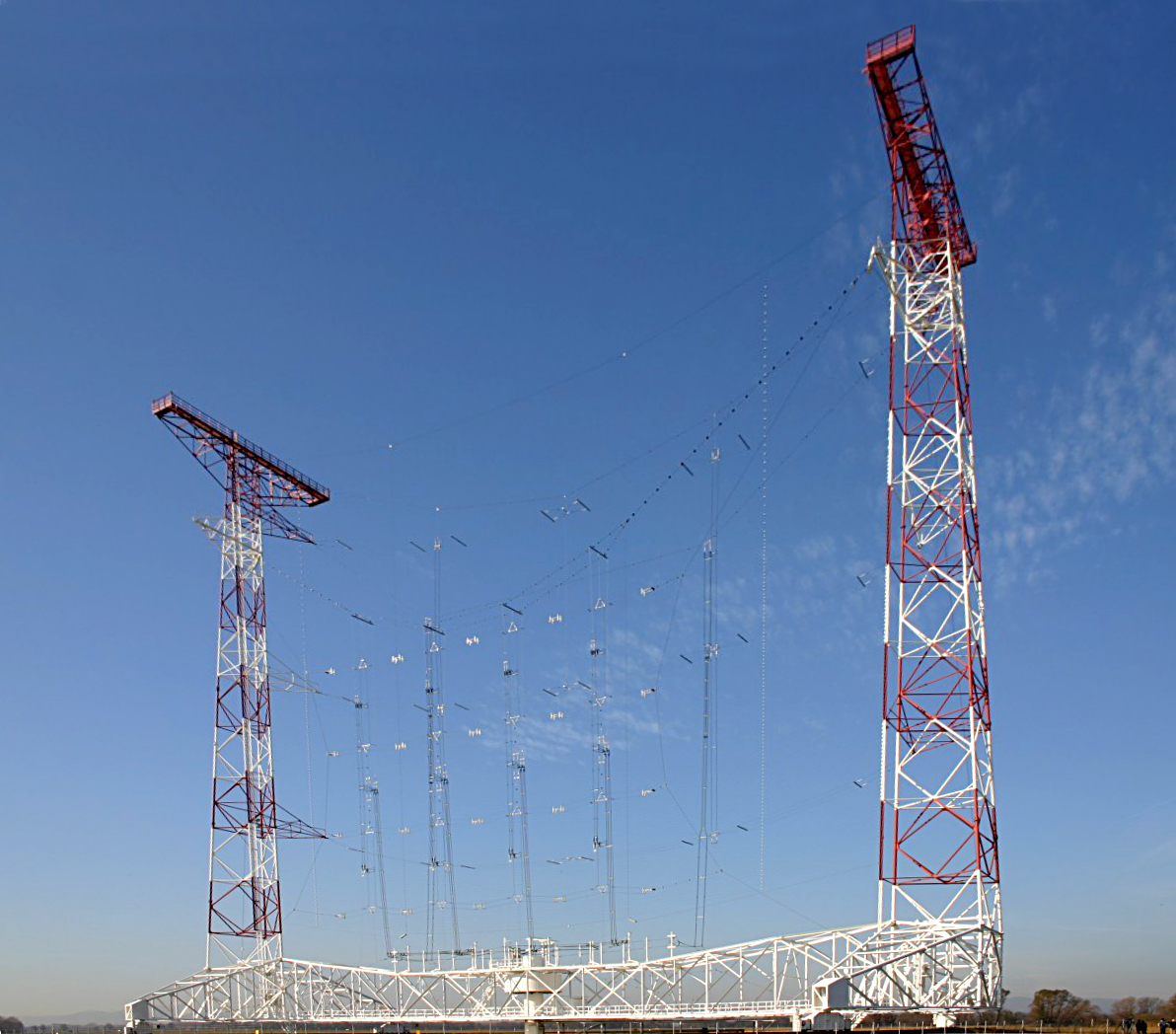
دکل های رادیویی

HF یا فرکانس بالا (به انگلیسی: HF، High Frequency) نماد اتحادیه بین‌المللی مخابرات، برای امواج الکترومغناطیسی با فرکانس رادیویی بین ۳ تا ۳۰ مگاهرتز است. عنوان معادل برای این محدوده از طول موج امواج دکامتریک است. 